# Piero Natoli
Piero Natoli, nascut Pietro (Roma, 22 de novembre de 1947 – 8 de maig de 2001) fou un actor, guionista, productor i director de cinema italià.

## Biografia
Natoli va néixer i va créixer a Roma en una família aristocràtica originària de Patti (a la província de Messina), pertanyent a una branca de l'antiga família principesca dels Natoli di Sicilia (de remot origen provençal), que es va traslladar a Roma durant els anys quaranta. Un cop es va llicenciar en Dret, va entrar al món del cinema com a ajudant de direcció de Marco Bellocchio. Després d'una intensa carrera com a documentalista per la RAI,va debutar com a director i actor el 1980 a la pel·lícula Con... fusione. Són recordades les seves interpretacions a Compagni di scuola i Ferie d'agosto. Ha treballat amb Gabriele Muccino, Paolo Virzì, Marco Risi, Carlo Verdone i Antonello Grimaldi, entre d'altres.
Va morir el 8 de maig de 2001 a l'edat de 53 anys a causa d'un aneurisma cerebral a l'Hospital San Filippo Neri de Roma. Va ser pare de l'actriu Carlotta Natoli que va debutar amb ell als 8 anys, a la pel·lícula Con... fusione.

## Filmografia

### Director
- Con... fusione (1980)
- Chi c'è c'è (1987)
- Gli assassini vanno in coppia (1992)
- Ladri di cinema (1996)

### Actor
- Con... fusione, dirigida per Piero Natoli (1980)
- Il momento magico, dirigida per Luciano Odorisio (1984)
- Ti presento un'amica, dirigida per Francesco Massaro (1987)
- Chi c'è c'è, dirigida per Piero Natoli (1987)
- Compagni di scuola, dirigida per Carlo Verdone (1988)
- Affetti speciali, dirigida per Felice Farina (1989)
- Gli assassini vanno in coppia, dirigida per Piero Natoli (1992)
- Quattro figli unici, dirigida per Fulvio Wetzl (1992)
- Ferie d'agosto, dirigida per Paolo Virzì (1995)
- Cuori al verde, dirigida per Giuseppe Piccioni (1995)
- Il cielo è sempre più blu, dirigida per Antonio Luigi Grimaldi (1995)
- Ladri di cinema, dirigida per Piero Natoli (1996)
- Cresceranno i carciofi a Mimongo, dirigida per Fulvio Ottaviano (1996)
- Stressati, dirigida per Mauro Cappelloni (1997)
- Figurine, dirigida per Giovanni Robbiano (1997)
- L'ultimo capodanno, dirigida per Marco Risi (1998)
- Abbiamo solo fatto l'amore, dirigida per Fulvio Ottaviano (1998)
- Ecco fatto, dirigida per Gabriele Muccino (1998)
- Amico mio 2, dirigida per Paolo Poeti (1998)
- Simpatici e antipatici, dirigida per Christian De Sica (1998)
- Ladri si diventa, dirigida per Fabio Luigi Lionello (1998)
- Vita da reuccio, dirigida per Andrea Zaccariello (1999)
- Boom, dirigida per Andrea Zaccariello (1999)
- Le sciamane, dirigida per Anna Rita Ciccone (2000)
- L'ultimo bacio, dirigida per Gabriele Muccino (2001)
- Stiamo bene insieme, dirigida per Elisabetta Lodoli i Vittorio Sindoni (2002)
- Fate come noi, dirigida per Francesco Apolloni (2004)